# غونزالو فيلار (لاعب كرة قدم)
غونزالو فيلار (بالإسبانية: Gonzalo Villar del Fraile)‏ (مواليد 23 مارس 1998) هو لاعب كرة قدم إسباني يلعب في مركز الوسط لنادي سامبدوريا معارًا من نادي روما.

## روابط خارجية
- غونزالو فيلار على موقع الاتحاد الأوربي (الإنجليزية)
- غونزالو فيلار على موقع إي إس بي إن إف سي (الإنجليزية)
- غونزالو فيلار على موقع قاعدة بيانات كرة القدم.إي يو (الإنجليزية)
- غونزالو فيلار على موقع Soccerbase.com (لاعب) (الإنجليزية)
- غونزالو فيلار على موقع Soccerway.com (الإنجليزية)
- غونزالو فيلار على موقع عالم كرة القدم.نت (الإنجليزية)